# Janet of the Dunes
Janet of the Dunes è un cortometraggio muto del 1913 diretto da Richard Ridgely.

## Produzione
Il film, girato a Long Island, fu prodotto dalla Edison Company.

## Distribuzione
Distribuito dalla General Film Company, il film - un cortometraggio in due bobine - uscì nelle sale cinematografiche statunitensi il 31 ottobre 1913.